# Alajos Keserű
Alajos Keserű (ur. 8 marca 1905 w Budapeszcie, zm. 3 maja 1965 tamże) – węgierski piłkarz wodny. Dwukrotny medalista olimpijski.
Na igrzyskach startował trzy razy (1924-1932) i z drużyną waterpolistów sięgnął po dwa medale. W 1928 Węgrzy zajęli drugie miejsce, w 1932 triumfowali. Cztery razy był mistrzem Europy w (1926, 1927, 1931, 1934). Był mistrzem kraju w piłce wodnej (1921, 1922, 1925, 1926, 1927, 1929, 1935) i pływaniu.
W tych samych igrzyskach brał udział jego brat Ferenc.